# Nikica Klincsarszki
Nikica Klincsarszki, macedónul: Никица Клинчарски (Berovo, 1957. január 5. –) jugoszláv válogatott macedón labdarúgó, csatár, olimpikon.

## Pályafutása

### Klubcsapatban
A Partizan korosztályos csapatában kezdte a labdarúgást, ahol 1976-ban mutatkozott be az első csapatban. 1985 és 1987 között az Egyesült Államokban játszott teremlabdarúgó-csapatokban. 1985-ben a Las Vegas Amercians, 1985–86-ban a Pittsburgh Spirit, 1986–87-ben a Chicago Sting játékosa volt. 1987-ben visszatért a Partizánhoz, ahol 1989-ig játszott. 1989-ben a svéd Västra Frölunda labdarúgója volt. 1989 és 1991 között az AIK Bačka Topola csapatában fejezte be az aktív labdarúgást. A Partizan együttesével két jugoszláv bajnoki címet és egy kupagyőzelmet szerzett. 565 mérkőzéssel a Partizan örökranglistáján a harmadik helyezett Saša Ilić és Momčilo Vukotić után.

### A válogatottban
Tagja volt az 1978-as U21-es Európa-bajnokságon aranyérmes válogatottnak. A jugoszláv olimpiai válogatottban nyolc alkalommal szerepelt és az 1980-as moszkvai olimpián negyedik lett a csapattal. 1980 és 1983 között nyolc alkalommal szerepelt a jugoszláv A-válogatottban és egy gólt szerzett. 1980. március 22-én Szarajevóban egy Uruguay elleni 2–1-es győzelemmel záruló barátságos mérkőzésen debütált, ahol pályafutása egyetlen válogatottbeli gólját szerezte a nyolcadik percben. Utoljára, 1983. március 30-án Temesváron a román válogatott ellen szerepelt a válogatott csapatban, ahol 2–0-s jugoszláv győzelem született.

### Edzőként
1993 és 1995 között a Rad ifjúsági csapatának edzője volt. 1995 és 2000 között a Partizan ifjúsági csapatának és a jugoszláv U17-es válogatottnak a szakmai munkáját irányított egyidőben. 2000-ben a Teleoptik vezetőedzőjeként tevékenykedett. 2002–03-ban a szaúdi Ál-Hilál ifjúsági edzője volt. 2009–10-ben a Partizannál, majd 2011 és 2014 között a Teleoptiknál volt segédedző.

## Sikerei, díjai
Jugoszlávia
- U21-es Európa-bajnokság
  - aranyérmes: 1978
- Olimpiai játékok
  - 4.: 1980, Moszkva

 FK Partizan
- Jugoszláv bajnokság
  - bajnok (2): 1977–78, 1982–83
- Jugoszláv kupa
  - győztes: 1989
- Közép-európai kupa
  - győztes: 1978

## Statisztika

### Mérkőzései a jugoszláv válogatottban
| Jugoszlávia | Jugoszlávia          | Jugoszlávia                     | Jugoszlávia | Jugoszlávia | Jugoszlávia   | Jugoszlávia  | Jugoszlávia | Jugoszlávia |
| #           | Dátum                | Helyszín                        | Hazai       | Eredmény    | Vendég        | Kiírás       | Gólok       | Esemény     |
| ----------- | -------------------- | ------------------------------- | ----------- | ----------- | ------------- | ------------ | ----------- | ----------- |
| 1.          | 1980. március 22.    | Szarajevó, Stadion Koševo       | Jugoszlávia | 2 – 1       | Uruguay       | barátságos   | 1           | 8'          |
| 2.          | 1980. március 30.    | Belgrád, Omladinski Stadion     | Jugoszlávia | 2 – 0       | Románia       | Balkán-kupa  | -           |             |
| 3.          | 1980. április 26.    | Borovo Naselje, Városi Stadion  | Jugoszlávia | 2 – 1       | Lengyelország | barátságos   | -           |             |
| 4.          | 1980. augusztus 27.  | Bukarest, Augusztus 23. Stadion | Románia     | 4 – 1       | Jugoszlávia   | Balkán-kupa  | -           |             |
| 5.          | 1980. szeptember 10. | Luxembourg, Municipal Stadion   | Luxemburg   | 0 – 5       | Jugoszlávia   | vb-selejtező | -           |             |
| 6.          | 1980. szeptember 27. | Ljubljana, Bežigrad Stadion     | Jugoszlávia | 2 – 1       | Dánia         | vb-selejtező | -           | 88'         |
| 7.          | 1982. október 13.    | Oslo, Ullevi Stadion            | Norvégia    | 3 – 1       | Jugoszlávia   | Eb-selejtező | -           | 46'         |
| 8.          | 1983. március 30.    | Temesvár, Május 1. Stadion      | Románia     | 0 – 2       | Jugoszlávia   | barátságos   | -           |             |
|             | Összesen             |                                 |             | 8           | mérkőzés      |              | 1           | gól         |